# Astelia fragrans
Astelia fragrans là một loài thực vật có hoa trong họ Asteliaceae. Loài này được Colenso mô tả khoa học đầu tiên năm 1883.